# A Tan Kapuja Buddhista Főiskola
A Tan Kapuja Buddhista Főiskola magyarországi felsőfokú egyházi tanintézmény, amelyet A Tan Kapuja Buddhista Egyház alapított 1991-ben. Az alapképzés és a mesterképzés öt évfolyamán átlagban mintegy 300 hallgató tanul. Az intézmény a magyarországi buddhizmus egyik legfontosabb eleme.

## Története
1991. május 27-én 108 alapító tag létrehozta A Tan Kapuja Buddhista Egyházat. Az öt alapító közösség megalakította az egyházi tanácsot. Nyár elején az egyházat hivatalosan is bejegyezték. Egy hónappal később az egyház megalapította az egyház felsőoktatási intézményét, A Tan Kapuja Buddhista Főiskolát. Az egyházi tanács Dobosy Antalt bízta meg a rektori feladatokkal, a dékán Farkas Pál lett. A tanárok meghívása, a főiskolai tananyag összeállítása, és a szervezeti és működési szabályzat megírása után lezajlott az első felvételi, amin 61 jelentkező volt. Ősszel megindult az oktatás a Keleti Károly utca 13-ban, a Független Jogász Fórum helyiségében. A négyéves oktatási rend 1995-ben alakult ki. 2000-ben a főiskolán hivatalosan elindult az esti- és a hétvégi képzés. 2006-ban az intézmény átállt a bolognai rendszerre. 2022-ben indult el az első levelezős évfolyam.

## Fontosabb események
- Loszang Szönam gese, tibeti buddhista szerzetes, tanító a főiskola tanára lett 1995 és 2001 között.
- Halála előtt egy évvel előadást tartott a Főiskolán Hetényi Ernő. Ez lett az Egyház egyik legfontosabb ünnepe, amelyet Maitréja-ünnepség (lásd: Maitréja) néven minden évben a téli napfordulókor tart az Egyház.
- 2003-ban befejeződött a Börzsöny utcai épület felújítása, az udvar szertartásteremmé, templommá való átépítése, és a szertartásterem tetején elhelyezésre került egy sztúpacsúcs, amelyet Namkhai Norbu Rinpocse avatott fel.
- 2015-ben a főiskola régi, sarokdharma-termében új oltár került átadásra.

## Képzés
A karokkal nem rendelkező főiskolán a buddhista hagyományok számos irányzatával megismerkedhetnek a hallgatók, az irányzatok egyikét sem tekintik előbbrevalónak a többinél. Elméleti és gyakorlati kurzusokon oktatják a buddhista irányzatok történetét és tanításait, az ezekhez kapcsolódó filozófiai és vallási rendszereket (pl. hinduizmus, taoizmus). A tanórákon túl hangsúlyt fektetnek a személyes mester–tanítványi viszony keretei között megvalósított képzésre. A főiskola lehetőséget biztosít a keleti harcművészetet gyakorlására is. A keleti nyelvek közül a hallgatók a szanszkrit, a páli, tibeti  közül választhatnak. A buddhizmus iránt mélyebben elkötelezett hallgatók vallási tanítók vagy szerzetesek lehetnek. A kreditrendszerű képzésben a specializációk évente, illetve kétévente indulnak, melyeket a tanulmányok végén, sikeres záróvizsga esetén a hittudományi végzettség megnevezésével együtt az oklevélben is feltüntetnek.

## Intézmények
- Uszó Buddhista Oktatási, Kulturális és Elvonulási Központ (Bükkmogyorósd mellett)
- Mánfai Elvonulási Központ és Alkotótér (MEKA)

## Társintézmények
- Kodolányi János Egyetem
- Maháchulalongkornrajavidyalaya Egyetem

## Neves oktatók

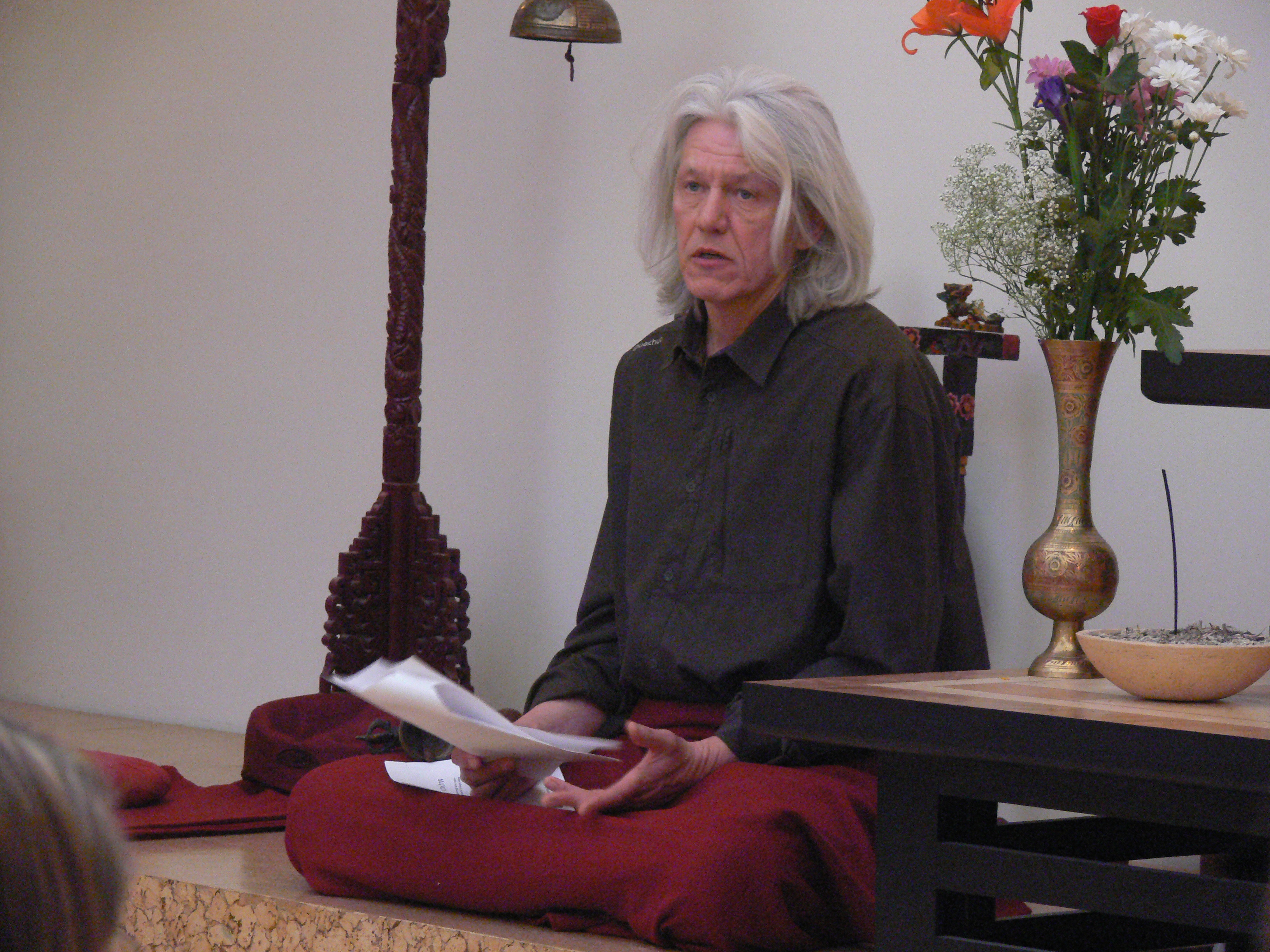
Mireisz László, az intézmény elnöke

- Cser Zoltán
- Dobosy Antal
- Farkas Attila Márton
- Farkas Pál
- Fórizs László
- Karsai Gábor
- Mireisz László
- Szathmári Botond
- Tenigl-Takács László

### Korábbi tanítók
- Agócs Tamás
- Fehér Judit
- Kalmár Éva